# 민주사회주의
민주사회주의(영어: Democratic socialism)는 사회주의 경제 체제 안에서 기업의 노동자 자주경영을 강조하며 민주주의와 생산수단의 사회화를 옹호하는 정치 이념이다. 민주사회주의라는 용어는 때때로 사회주의와 동의어로 사용되기도 하나 그런 경우는 극히 드물다. 민주사회주의라는 용어는 공산주의와 구별하기 위해 추가된 것이다.

## 개요
민주사회주의는 중앙집중화된 마르크스-레닌주의, 그리고 개량적인 사회민주주의와 구별된다. 전자와의 구별은 20세기 소비에트 사회주의 공화국 연방에서 시행한 중앙집중화된 경제 시스템에 대한 찬반 여부에 따라 이루어지고, 후자와의 구별은 사회주의 경제 체제의 도입에 대한 찬반 여부에 따라 이루어진다. 즉, 사회민주주의자들은 국가 개입을 통해 자본주의를 인간화하여 사회주의를 달성하려 하지만 민주사회주의자들은 자본주의가 본질적으로 자유, 평등 및 연대의 민주적 가치와 양립할 수 없다고 본다. 자본주의에 내재된 문제는 생산 수단의 사적 소유를 사회적 소유로 대체함으로써만 해결될 수 있다고 믿는다. 궁극적으로 민주사회주의자들은 자본주의의 경제적 결함을 해결하기 위한 사회민주주의자들의 개혁이 경제의 다른 부분에서 더 많은 문제를 야기할 것이며, 자본주의 경제 체제는 결코 인간화될 수 없으므로 궁극적으로는 사회주의 경제 체제로 대체되어야 한다고 믿는다.
일반적으로 민주사회주의는 특별히 혁명적이거나 사회개량주의적이지 않다. 많은 형태의 민주사회주의가 어떠한 형태로든 사회민주주의와 겹치는 점이 많기 때문에 사회민주주의자들의 자본주의 개혁을 사회주의 경제 체제 수립의 시작으로 보고 지원하는 경우가 있을 수 있다.
민주사회주의의 기본적인 형태는 사회민주주의적 사회개량주의를 모두 수용하여 기존의 민주주의 제도를 사용하여 자본주의 경제 체제를 점차적으로 사회주의 경제 체제로 전환시키는것을 추구하기도 하지만, 또 다른 일부 형태는 정치적으로 일반적인 민주사회주의에 비해 혁명적이며 부르주아 체제 전복과 자본주의 경제 체제에서 사회주의 경제 체제로 급격하게 변혁하는 것을 인정하거나 옹호한다.

## 사회민주주의와의 관계
사회민주주의라는 말은 20세기 초의 제1차 세계 대전 발발과 제2인터내셔널 붕괴까지는 마르크스주의와 동의어로 가끔 쓰이기도 하였으나, 일반적이지는 않았다. 러시아 사회민주노동당 내 볼셰비키파가 소련 공산당으로 개칭하고 소비에트 사회주의 공화국 연방과 제3 인터내셔널(코민테른)이 각국 공산당을 지도하며 국제 공산주의 운동의 중심이 된 이후 개량주의 정당인 독일 사회민주당 등을 중심으로 사회민주주의는 마르크스-레닌주의와 거리를 두고, 개량주의를 의미하게 되었다. 다만 이들이 개량주의 노선으로 기울었을 때도 일부 사회민주주의 세력은 이론적으로 마르크스-레닌주의의 여러 이론에서 영향을 받았고, 그것을 정통 이념으로 생각하는 사람도 있었다.
한편, 공상적 사회주의자나 페이비언 협회 등 사회개량주의를 적극 내세웠던 조류도 영국과 영연방 등 그 영향 하에 있는 국가를 중심으로 많았다. 또 프랑스나 이탈리아에서는 노동조합을 중심으로 생디칼리즘의 조류가 힘을 가지는 등 마르크스-레닌주의와 별도 노선의 사회주의를 추구하는 움직임도 무시 못할 세력을 가지고 있었다.
제2차 세계대전 후 1951년 6월, 사회주의 인터내셔널이 <프랑크푸르트 선언>에서 "공산주의는 마르크스주의의 비판적 정신과 맞지 않는 편협한 신학을 만들었다"이라고 주장했고 민주사회주의를 정식으로 채택하고 이를 통해 사회민주주의는 민주사회주의와 동일하다고 규정했다.

## 민주사회주의의 다양한 정의
민주사회주의의 정의는 다양하나 크게 다음의 세 가지로 볼 수 있다.
첫째, 민주적 사회주의로서의 민주사회주의이다. 가장 일반적인 정의로, 이와 같은 견해에서 민주사회주의는 민주적인 절차, 즉 의회민주주의를 통해 사회주의로 이행하는 절차상의 민주성을 강조하며, 유럽공산주의와 21세기 사회주의가 이 맥락에 속한다. 여러 정의 중 민주사회주의의 성격을 가장 급진적인 것으로 규정하는 입장이며, 반공주의적 성격을 띠지 않아 비폭력적 레닌주의와 같은 혁명적 분파 또한 포함한다. 민주사회주의를 규정하는 데에 가장 널리 통용되는 정의로서 아나키즘 및 공상적 사회주의의 제 분파들 또한 이 정의에 입각하여 간혹 민주사회주의 이념으로 규정되기도 한다.
둘째, 사회민주주의로서의 민주사회주의이다. 이는 사회주의 인터내셔널을 필두로 하는 사회민주주의자들이 주장하는 입장으로, 이들은 프랑크푸르트 선언을 '민주사회주의 선언'이라고 주장하며 민주사회주의와 사회민주주의를 동의어로 사용할 것을 제안한다. 이들은 강한 반공주의적 성격을 띠는 경우가 많으며, 공산주의자나 21세기 사회주의자들은 이 정의를 비판하며 거부한다.
셋째, 민주적으로 운영되는 사회주의이다. 이는 집행 상의 민주성을 강조하며, 레닌주의와 같은 사회주의 분파일지라도 그 집행 및 운영 과정이 민주적이라면 민주사회주의로 분류할 수 있다는 주장이다. 이 입장에서는 류사오치의 중국과 흐루시쵸프 치하의 소비에트 연방도 민주사회주의 사회로 분류한다. 앞서 민주적 사회주의나 사회민주주의로서의 민주사회주의보다 지지도가 현저히 떨어지는 입장이며, 일반적인 견해가 아니다.

## 경제학과의 관계
민주사회주의자들은 다양한 사회주의 경제 모델들을 지지해 왔다. 일부 민주사회주의자들은 사회적으로 소유된 기업들이 경쟁적 시장에서 경쟁하는 형태의 시장사회주의를 옹호하고 있으며, 반면에 다른 민주사회주의자들은 탈권위적 계획 경제에 근거한 비시장적 참여 경제를 옹호한다.
시장사회주의를 지지하는 민주사회주의자들은 경제적인 형태의 소비에트 연방에서 실시한 계획경제의 실패 원인이 그들의 정치 체제가 전체주의 성격을 띄며 민주주의가 결여되었고, 효율적인 당소유 기업의 운영에 실패했기 때문이라고 주장한다.
비시장적 참여 경제를 지지하는 민주사회주의자들은 민주사회주의가 역사적으로 중앙집권화된 형태의 계획 경제에 반대되는 분권적인 형태의 계획 경제를 주장해 왔다는 점을 강조한다.

## 민주사회주의를 표방하는 정당들

### 유럽
| 국가       | 정당                        | 국회 의석 | 집권여부 |
| ---------- | --------------------------- | --------- | -------- |
| 그리스     | 시리자                      | 86 / 300  | 야당     |
| 영국       | 영국 노동당                 | 257 / 650 | 야당     |
| 불가리아   | 불가리아 사회당             | 80 / 240  | 야당     |
| 몰도바     | 몰도바 공화국 사회주의당    | 24 / 101  | 야당     |
| 스페인     | 포데모스                    | 71 / 350  | 여당     |
| 아이슬란드 | 좌파녹색운동                | 11 / 63   | 여당     |
| 아일랜드   | 신 페인                     | 22 / 158  | 야당     |
| 독일       | 좌파당                      | 69 / 709  | 야당     |
| 네덜란드   | 사회당                      | 14 / 150  | 야당     |
| 포르투갈   | 좌파연합                    | 19 / 230  | 여당     |
| 세르비아   | 세르비아 사회당             | 20 / 250  | 여당     |
| 덴마크     | 적녹동맹                    | 14 / 179  | 야당     |
| 스웨덴     | 좌파당                      | 28 / 349  | 여당     |
| 몰도바     | 몰도바 공화국 공산당        | 6 / 101   | 야당     |
| 노르웨이   | 사회주의 좌파당             | 11 / 169  | 야당     |
| 핀란드     | 좌파동맹                    | 12 / 200  | 야당     |
| 러시아     | 공정 러시아                 | 23 / 450  | 야당     |
| 아일랜드   | 반긴축동맹–이윤 이전에 인민 | 6 / 158   | 야당     |
| 프랑스     | 불복하는 프랑스             | 17 / 577  | 야당     |
| 이탈리아   | 자유와 평등                 | 14 / 630  | 야당     |
| 노르웨이   | 노르웨이 적색당             | 1 / 169   | 야당     |

### 아프리카
| 국가   | 정당               | 국회 의석 | 집권여부 |
| ------ | ------------------ | --------- | -------- |
| 남아공 | 아프리카 민족회의  | 249 / 400 | 여당     |
| 알제리 | 민족해방전선       | 164 / 462 | 여당     |
| 튀니지 | 공화국을 위한 의회 | 4 / 217   | 야당     |

### 아시아
| 국가     | 정당                      | 국회 의석 | 집권여부 |
| -------- | ------------------------- | --------- | -------- |
| 미얀마   | 국민민주연맹              | 135 / 224 | 여당     |
| 필리핀   | 필리핀 민주당 - 인민의 힘 | 65 / 304  | 야당     |
| 인도     | 인도 국민회의             | 48 / 545  | 야당     |
| 이스라엘 | 하다시                    | 5 / 120   | 야당     |
| 대한민국 | 노동당                    | 0 / 300   | 야당     |
| 홍콩     | 홍콩 공회련합회           | 4 / 70    | 연립여당 |
| 일본     | 일본공산당                | 10 / 465  | 야당     |

### 북미
| 국가   | 정당     | 국회 의석 | 집권여부 |
| ------ | -------- | --------- | -------- |
| 캐나다 | 신민주당 | 44 / 388  | 야당     |

### 남미
| 국가       | 정당                    | 국회 의석 | 집권여부 |
| ---------- | ----------------------- | --------- | -------- |
| 니카라과   | 산디니스타 민족해방전선 | 71 / 92   | 여당     |
| 볼리비아   | 사회주의운동당          | 88 / 130  | 여당     |
| 멕시코     | 모레나                  | 255 / 500 | 여당     |
| 우루과이   | 광역전선                | 50 / 99   | 여당     |
| 베네수엘라 | 베네수엘라 연합사회당   | 253 / 277 | 여당     |
| 칠레       | 사회당                  | 19 / 150  | 야당     |
| 브라질     | 노동자당                | 55 / 513  | 야당     |

## 저명한 민주사회주의자
- 에보 모랄레스
- 마더 존스
- 버트런드 러셀
- 라파엘 코레아
- 우고 차베스
- 제임스 키어 하디
- 클레멘트 애틀리
- 프랑수아 미테랑
- 오스카르 라퐁텐
- 헬렌 켈러
- 홍세화
- 버니 샌더스

## 같이 보기
- 민주자본주의
- 민주공화국
- 사회민주주의 정당 목록
- 사회민주당
- 사회당
- 평의회 민주주의
- 노동자평의회